# UFC 284
UFC 284: Makhachev vs. Volkanovski fue un evento de artes marciales mixtas producido por Ultimate Fighting Championship que tuvo lugar el 12 de febrero de 2023 en el Perth Arena en Perth, Australia.

## Antecedentes
El evento marcó el 16º viaje general de la promoción a Australia, regresando al país por primera vez desde UFC 243 en Melbourne en octubre de 2019.
El combate entre el actual Campeón de Peso Ligero de la UFC Islam Makhachev y el actual Campeón de Peso Pluma de la UFC Alexander Volkanovski encabezó el evento.
 Fue la octava vez en la historia de la UFC que campeones de diferentes divisiones luchen por el mismo título, tras UFC 94, UFC 205, UFC 226, UFC 232, UFC Fight Night: Cejudo vs. Dillashaw, UFC 259 y UFC 277. De haberlo conseguido, Volkanovski se habría convertido en el cuarto hombre en ser campeón en dos divisiones simultáneamente y quinto luchador en total (después de Conor McGregor en UFC 205, Daniel Cormier en UFC 226, Amanda Nunes en UFC 232 y UFC 277, y Henry Cejudo en UFC 238), así como la octava persona en total en ganar un título en diferentes divisiones. También fue la primera vez en la historia de la organización que el luchador nº 1 libra por libra (Volkanovski) se enfrentó al nº 2 (Makhachev) por un campeonato.
En el evento tuvo lugar un combate por el Campeonato Interino de Peso Pluma de la UFC entre Yair Rodríguez y Josh Emmett.
Un combate de peso medio entre Robert Whittaker y Paulo Costa fue vinculado a este evento. Sin embargo, Costa rebatió el anuncio oficial de la promoción indicando que nunca había firmado un contrato y que el combate no tendría lugar. Anteriormente se esperaba que el combate encabezara UFC on ESPN: Whittaker vs. Gastelum en abril de 2021, pero Costa se retiró debido a una enfermedad.
Se esperaba un combate de peso mosca entre Alex Perez y Kai Kara-France para este evento. Una vez fueron reservados para un evento en San Diego el 16 de mayo de 2020, pero la tarjeta fue trasladada a un lugar diferente debido a la pandemia de COVID-19 y el combate finalmente nunca tuvo lugar. A su vez, el combate se canceló a finales de diciembre al sufrir Kara-France una lesión no revelada. Ahora se espera que Perez se enfrente a Manel Kape en UFC on ESPN: Vera vs. Sandhagen el 25 de marzo.
Se esperaba un combate femenino de peso paja entre Loma Lookboonmee y Elise Reed para UFC Fight Night: Lewis vs. Spivak. Sin embargo, la pareja fue trasladada a este evento por razones no reveladas.
Se esperaba un combate de peso ligero entre Nasrat Haqparast y Jamie Mullarkey para este evento. Sin embargo, Haqparast se retiró por motivos no revelados y fue sustituido por Francisco Prado.
Se esperaba un combate de peso ligero entre Joel Álvarez y Zubaira Tukhugov para este evento. Sin embargo, Álvarez se retiró del evento por razones no reveladas y fue sustituido por Elves Brenner. En el pesaje, Tukhugov pesó 157.5 libras, una libra y media por encima del límite de peso ligero. El combate se celebró en el peso acordado y Tukhugov fue multado con el 30% de su bolsa, que fue a parar a Brenner.
Se esperaba un combate de peso pesado entre Junior Tafa y Austen Lane en este evento. Sin embargo, Lane se retiró por motivos no revelados y fue sustituido por Waldo Cortés-Acosta. A su vez, unos días más tarde se anunció que Tafa se había retirado por lesión y el combate fue cancelado.
Se esperaba un combate de peso semipesado entre Tyson Pedro y Zhang Mingyang para este evento. Sin embargo, Zhang se retiró por motivos desconocidos y fue sustituido por Modestas Bukauskas.
También en el pesaje, Kleydson Rodrigues perdió peso. Pesó 127 libras, una libra por encima del límite de peso mosca. El combate continuó en el peso acordado y Rodrigues fue multado con el 20% de su bolsa, que fue a parar a manos de su oponente Shannon Ross.
Durante la retransmisión del evento, el ex campeón de peso ligero de la UFC Jens Pulver fue anunciado como el próximo miembro del "ala pionera" del Salón de la Fama de la UFC.

## Resultados
1. ↑  Por el Campeonato de Peso Ligero de la UFC.
2. ↑  Por el Campeonato Interino de Peso Pluma de la UFC.
3. ↑  A Menifield le restaron 1 punto en el tercer asalto por agarrarse a la valla.

## Premios de bonificación
Los siguientes luchadores recibieron bonificaciones de $50000 dólares.
- Pelea de la Noche: Islam Makhachev vs. Alexander Volkanovski
- Actuación de la Noche: Yair Rodríguez y Jack Della Maddalena